# Rivière-Saas-et-Gourby

Rivière-Saas-et-Gourby este o comună în departamentul Landes din sud-vestul Franței. În 2009 avea o populație de 1.168 de locuitori.

## Evoluția populației
| An        | 1975 | 1982 | 1990 | 1999 | 2006  | 2009  |
| --------- | ---- | ---- | ---- | ---- | ----- | ----- |
| Populație | 699  | 675  | 809  | 939  | 1.107 | 1.168 |